# Spilobotys stapialis
Spilobotys stapialis là một loài bướm đêm trong họ Noctuidae.